# Биомолекулы
Биомолекулы — это органические соединения, которые синтезируются живыми организмами. В состав биомолекул включают белки, полисахариды, нуклеиновые кислоты, а также более мелкие компоненты обмена веществ. Как правило, биомолекулы состоят из атомов углерода, водорода, азота, кислорода, фосфора и серы. Другие элементы входят в состав биологически значимых веществ значительно реже.

## Классификация
Среди биомолекул выделяют:
- Малые молекулы:
  - Липиды (жиры), фосфолипиды, гликолипиды, стеролы, глицеролипиды
  - Витамины
  - Гормоны, нейромедиаторы
  - Метаболиты
- Мономеры, олигомеры и полимеры

| Мономеры     | Олигомеры       | Биополимеры                       |
| ------------ | --------------- | --------------------------------- |
| Аминокислоты | Олигопептиды    | Полипептиды, белки                |
| Моносахариды | Олигосахариды   | Полисахариды (крахмал, целлюлоза) |
| Нуклеотиды   | Олигонуклеотиды | Полинуклеотиды, (ДНК, РНК)        |

## Нуклеозиды и нуклеотиды
Нуклеозиды образуются при присоединении азотистого основания к сахару рибозе, примерами нуклеозидов являются цитидин, уридин, аденозин, гуанозин, тимидин и инозин.
Нуклеозиды в клетках могут быть фосфорилированы киназами, при этом образуются нуклеотиды. ДНК и РНК являются линейными полимерами, состоящими из относительно низкомолекулярных мономеров — нуклеотидов, соединенных между собой фосфодиэфирными связями.
Нуклеотиды могут быть источниками энергии, запасенной в химических связях (АТР), принимать участие в передаче сигнала внутри клетки (cGMP, cAMP), являться компонентами кофакторов ферментов (кофермент А, FAD, NAD).

## Сахара
Моносахариды — простейшие углеводы, обычно содержат альдегидную или кето-группу. Наличие в структуре альдегидной группы обозначается приставкой «альдо-», а кето-группы — «кето-». Примерами моносахаридов являются гексозы — глюкоза, фруктоза, галактоза и пентозы — рибоза и дезоксирибоза.
Дисахариды образуются при соединении двух молекул простых сахаров, при этом отщепляется одна молекула воды. Дисахариды могут быть гидролизованы до соответствующих моносахаридов разбавленными растворами кислот или соответствующими ферментами. Представителями дисахаридов являются сахароза, мальтоза и лактоза.
Полисахариды являются сложными сахарами, полимерами моносахаридов. Представителями полисахаридов является крахмал, целлюлоза и гликоген. Молекулы полисахаридов обычно имеют разветвленную структуру. Как правило, полисахариды нерастворимы или малорастворимы в воде, однако может происходить гидратация их гидроксильных групп, в таком случае при нагревании в водной среде полисахарид образует коллоид. Более короткие полисахариды, состоящие из 2-10 мономеров, называют олигосахаридами.

## Лигнин
Лигнин — это нерегулярный биополимер, состоящий из ароматических колец, соединенных короткими (от одного до трех атомов углерода) углеродными цепями. Лигнин является вторым по значению биополимером после целлюлозы, и является одним из структурных компонентов растений. Лигнин является рацематом, то есть не обладает оптической активностью, не поляризует свет. Эта особенность лигнина вызвана тем, что его полимеризация происходит по свободно-радикальному механизму.

## Липиды
Липиды в основном представлены сложными эфирами жирных кислот и являются важными компонентами клеточных мембран. Также липиды выполняют функцию запаса энергии, например, триглицериды. Большинство молекул липидов состоит из гидрофильной головки и от одного до трех гидрофобных хвостов жирных кислот, поэтому липиды являются амфифильными веществами.
В клеточных мембранах представлены следующие классы липидов:
- Гликолипиды — содержат олигосахариды
- Фосфолипиды — головка которых содержит положительно заряженую группу, связанную с гидрофобным хвостом через отрицательно заряженный фосфат
- Стеролы — головка содержит плоское стероидное кольцо, например, холестерин

Также к липидам относят простагландины и лейкотриены, 20-углеродные молекулы, синтезируемые из арахидоновой кислоты.

## Аминокислоты
Аминокислоты содержат амино- и карбоксильную группу и являются цвиттер-ионами. Биологически значимые аминокислоты представлены только α-аминокислотами, в которых функциональные группы соединены с одним атомом углерода, а также пролином, который является иминокислотой.
Аминокислоты являются мономерами пептидов (2-10 остатков аминокислот), полипептидов и белков. Белки выполняют различные функции в клетке.
Биологически значимы только 20 аминокислот, они закодированы в генетическом коде, всего известно более пятисот природных аминокислот. Известны как минимум две аминокислоты, которые также встраиваются в полипептиды в ходе трансляции у некоторых организмов:
- селеноцистеин — закодирован стоп-кодоном UGA
- пирролизин — включается по кодону UAG, например, у некоторых метаногенов

Другие биологически значимые аминокислоты представлены в том числе карнитином, орнитином, гамма-аминомасляной кислотой и таурином.

## Витамины
Витамины — вещества, которые организм не способен синтезировать самостоятельно, но необходимые для жизнедеятельности. Витаминами являются, например, многие коферменты. Витамины должны поступать в организм постоянно, обычно в очень малых количествах.